# Lazăr Baroga

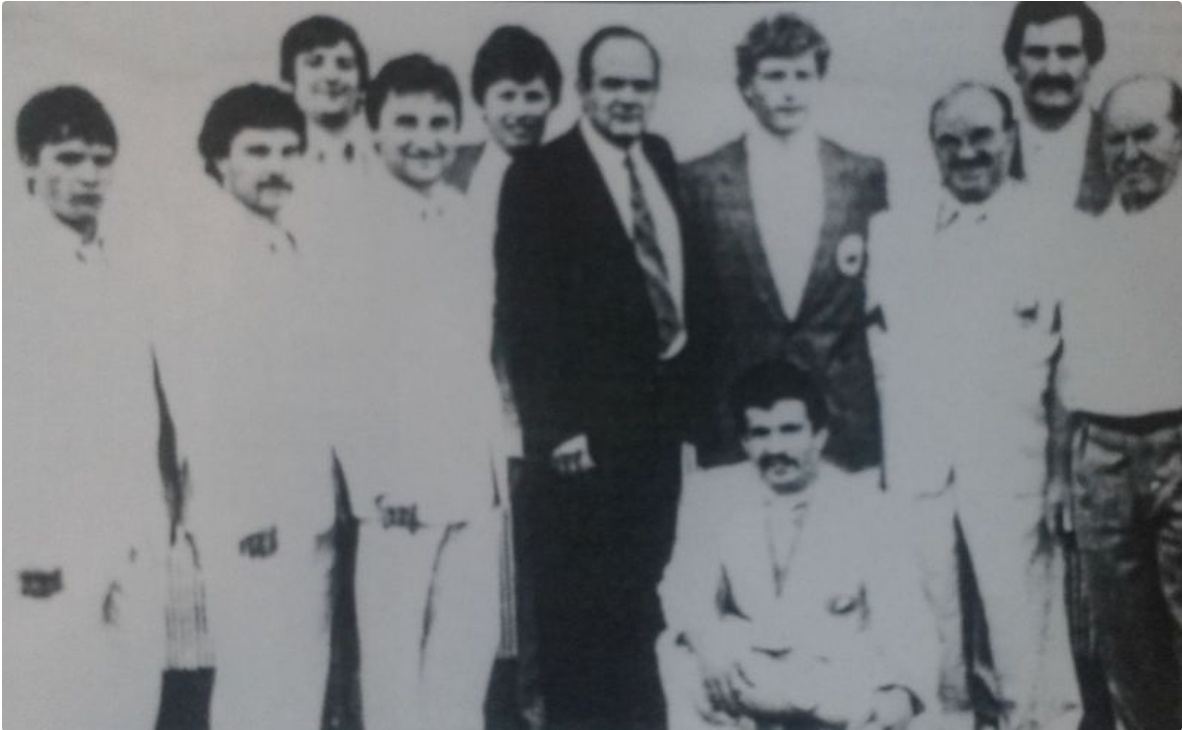
Lazăr Baroga cu echipa de haltere a României la Los Angeles 1984

Lazăr Baroga (n. 11 august 1937, Cisnădie, România – d. 14 septembrie 2000, București, România) a fost un halterofil român. A concurat la Jocurile Olimpice de vară din 1960 și la Jocurile Olimpice de vară din 1964. A publicat numeroase cărți pentru uzul halterofililor și culturiștilor, promovând practicarea sportului și dezvoltarea fizică armonioasă a populației.

## Biografie
S-a născut în 1937 la Cisnădie. A fost multiplu campion și recordman național la haltere. A obținut o medalie de bronz la categoria „total” la Campionatele Europene de Haltere de la Milano din 1960 și a concurat la Jocurile Olimpice de vară din 1960 și la Jocurile Olimpice de vară din 1964. La Olimpiada de la Tokio din 1964 a ocupat locul 5 și a stabilit un record olimpic la stilul aruncat.
A absolvit Institutul de Educație Fizică și Sport (IEFS) în 1961 și Facultatea de Psihologie a Universității București în 1978. După încheierea carierei sportive a devenit antrenor federal și a fost angajat în cadrul Federației Române de Haltere, unde a îndeplinit timp de peste 30 de ani funcția de secretar (1967–2000). A fost membru al Comitetului Executiv al Federației Internaționale de Haltere, președinte al Comitetului Tehnic al Federației Internaționale de Haltere (din 1980), vicepreședinte al Federației Europene de Haltere și membru al Comitetului Executiv al Comitetului Olimpic Român. A desfășurat, în paralel, o bogată activitate de promovare a sportului prin elaborarea mai multor lucrări cu caracter științific, metodic și istoric în domeniul halterelor, culturismului și al tehnicilor yoga.
Pe 7 septembrie 2000, cu o zi înainte de a pleca la Jocurile Olimpice de la Sydney, a suferit un atac cerebral în sala de haltere a Complexului Național Sportiv „Lia Manoliu” și a fost internat în stare gravă la secția de Terapie Intensivă a Spitalului de Urgență „Floreasca”. A decedat pe 14 septembrie 2000 în urma unui stop cardio-respirator iresuscitabil.
Soția sa, Marta Baroga, a fost membru al Comisiei Medicale a Federației Europene de Haltere.

## Distincții
- Medalia Muncii (3 septembrie 1962) „pentru contribuția adusă la dezvoltarea mișcării de cultură fizică și sport în Forțele Armate ale Republicii Populare Romîne, cît și pe plan național”[5]

## Cărți
- Culturism, Ed. Consiliului Național pentru Educație Fizică și Sport, București, 1969 (ed. a II-a, Ed. Stadion, București, 1972)
- Culturism: sănătate, forță, frumusețe, Ed. Stadion, București, 1970
- Manual de haltere și culturism, Ed. Stadion, București, 1970
- Culturism la domiciliu, Ed. Stadion, București, 1973
- Yoga, Ed. Stadion, București, 1973 – împreună cu Marta Baroga
- Culturismul pentru toți, Ed. Sport-Turism, București, 1975
- Haltere și culturism, Ed. Sport-Turism, București, 1977
- Forța în sportul de performanță, Ed. Sport-Turism, București, 1980
- Weightlifting – fitness all sports („Halterele – mijloc de pregătire în toate sporturile”), Budapesta, 1980 – împreună cu dr. Tamas Ayan, secretar al Federației Internaționale de Haltere
- Antrenamentul modern al halterofilului, Ed. Sport-Turism, București, 1982
- Săli și aparate pentru educarea calităților fizice, Ed. Consiliului Național pentru Educație Fizică și Sport, București, 1983
- Educarea calităților fizice combinate, Ed. Sport-Turism, București, 1984
- Haltere de la A la Z, Ed. Sport-Turism, București, 1985